# 静かな約束
「静かな約束」（しずかなやくそく）は、大貫妙子の18枚目のシングル。1992年5月20日にEASTWORLD/東芝EMIから発売された。表題曲・カップリング曲共にアルバム『DRAWING』からのシングルカット。

## 概要
表題曲「静かな約束」は、流麗なギターのイントロに導かれて大貫の凛としたボーカルが響き渡る曲。コーラスアレンジは大貫自身が担当している。この曲は日本火災海上保険100周年を記念したキャンペーンのCMソングとして使用された。
カップリング曲「哀しみの足音」は、繊細で哀愁に満ちた演奏に乗せ、クリスマスの夜に傷つき離れた恋人を待つ様子が描かれている。この曲はパリのポンヌフ橋を舞台にしたフランス映画『ポンヌフの恋人』の日本版イメージ・ソングに採用された。元々は大貫が自分のアルバムの為にパトリック・ウィリアムズを招いてニューヨークで録音した曲だったが、配給会社の担当者が耳にし、「その曲を使いたい」と要望したことからイメージ・ソングとして使用されることとなったもの。当初はまだ歌詞が付いていない状態だった為、映画のストーリーに沿って新たに歌詞を書き上げたという。

## 収録曲
1. 静かな約束（4:35）
作詞・作曲・コーラスアレンジ: 大貫妙子 / 編曲: 小林武史
2. 哀しみの足音（4:27）
作詞・作曲: 大貫妙子 / 編曲: 小林武史 / オーケストラ・アレンジメント: パトリック・ウィリアムズ

## 演奏
静かな約束
- キーボード: 小林武史
- 12 ストリング・アコースティックギター: 小倉博和
- ベース: トニー・レヴィン
- ドラムス: ジェリー・マロッタ
- コンピューター・プログラミング: 角谷仁宣[6]

哀しみの足音
- コンダクター: パトリック・ウィリアムズ
- アコースティック・ピアノ: ウォーレン・バーンハート
- アコースティック・ベース: チャック・ドマニコ（英語版）
- ドラムス: ロニー・ジト（英語版）
- トランペット: マーヴィン・スタム（英語版）
- フルート: サンドラ・リー・チャーチ
- ソプラノ・サックス: ローレンス・フェルドマン
- オーボエ: ロナルド・ローズマン
- ハープ: マーガレット・ロス